# Legacy (Stargate SG-1)
Legacy (Legado) es el cuarto episodio de la tercera temporada de la serie de televisión de ciencia ficción Stargate SG-1, y el cuadragésimo octavo capítulo de toda la serie.

## Trama
En PY3-948, el SG-1 descubre en un compartimento cerrado, los cadáveres de los Linvris, un grupo de nueve Goa'uld que luchó contra los Señores del Sistema. Sin embargo, la causa de su muerte es desconocida. Daniel, al mirar una tablilla que parece ser un plan de ataque, siente que una cosa pasa a su lado. Luego en el SGC, él comienza repentinamente a tener alucinaciones. Dice ver en varias partes a los Linvris. Si bien Dra. Fraiser no puede encontrar nada malo físicamente en Daniel, este es relevado del deber, ya que presumen que está sufriendo esquizofrenia. Luego mientras está jugando cartas con O'Neill, Daniel ve cómo un simbionte se introduce por el cuello de Jack y trata de impedirlo. Este incidente finalmente provoca que Daniel sea enviado a un hospital psiquiátrico cercano, en donde permanecerá hasta descubrir que le pasa.
El resto del SG-1 va a visitarlo algunas veces a la habitación, mientras le dan sacudidas eléctricas que no provocan ningún cambio en su estado. Incluso él dice ver un Linvri e intenta atacarlo, pero Teal'c lo detiene. En ese momento Daniel ve cómo una pequeña cosa azul brillante sale de su cuerpo y entra en Teal'c. Cuando se lo dice al resto, sin embargo, creen que se trata de otra alucinación. Después cuando es adormecido, Daniel ve en su mente una imagen de Ma’chello, el hombre buscado por los Goa’uld que murió hace un tiempo.
Pronto, en la base, Teal'c y su simbionte comienzan a morir. En tanto, Daniel vuelve a la normalidad y cree que lo que causó su locura fue un arma Anti-Goa'uld creada por Ma'chello. Él intenta decirle al Dr. MacKenzie, el psicólogo principal del hospital, que está sano para volver a la base pero el Doctor no le cree, hasta que llama al SGC para verificar si Teal’c estaba enfermo como le dice Daniel. Entonces dan de alta a Jackson y este vuelve al Comando.
Más adelante, una tablilla similar a la encontrada en PY3-948 es traída al SGC desde el área 51 (donde todas las armas de Ma'chello fueron almacenadas) con la esperanza de encontrar una cura para Teal'c. Sin embargo, cuando se activa el dispositivo, diez cosas azules emergen de adentro, pasan la contención, e infectan a Carter, a la Dra. Fraiser y a O'Neill. Mientras que Fraiser y O'Neill comienzan a sufrir el efecto del arma muy rápidamente (puesto que fueron infectados con tres de los seres), las armas dentro de Carter caen muertas a un lado, pues ella posee una proteína especial dejada por un simbionte, cuando se mezcló con el Tok'ra Jolinar. Con la ayuda de la Dra. Fraiser ella utiliza algunas de las proteínas de su sangre para crear un antídoto, que puede engañar a las armas. La creación se inyecta en Fraiser, O'Neill y en Teal'c, y todas las armas mueren.

## Artistas invitados
- Kevin McNulty como el Dr. Warner
- Eric Schneider como el Dr. MacKenzie.
- Michael Shanks como Ma'chello.
- Teryl Rothery como la Dra. Fraiser.